# R-410A
R-410A, auch als HFC-410A oder Suva 410A bezeichnet, ist ein zeotropes, jedoch nahezu azeotropes Kältemittelgemisch, das sehr häufig in Klimaanlagen verwendet wird. Das Gemisch besteht aus je 50 % R-32 (Difluormethan) und R-125 (Pentafluorethan).
| Physikalische Eigenschaften                                   | Wert                    |
| ------------------------------------------------------------- | ----------------------- |
| Zusammensetzung                                               | 50 % CH2F2 50 % CHF2CF3 |
| molare Masse [g/mol]                                          | 72,6                    |
| Schmelzpunkt [°C]                                             | −155                    |
| Siedepunkt [°C]                                               | −48,5                   |
| Flüssigkeitsdichte bei 30 °C, [kg/m³]                         | 1040                    |
| Dampfdichte bei 30 °C, Luft=1,0                               | 3,0                     |
| Dampfdruck bei 21,1 °C [MPa]                                  | 1,383                   |
| Kritische Temperatur [°C]                                     | 72,8                    |
| Kritischer Druck [MPa]                                        | 4,86                    |
| Wärmekapazität (Gas) [kJ/(kg·K)]                              | 0,84                    |
| Wärmekapazität (Flüssigkeit) bei 1 bar und 30 °C, [kJ/(kg·K)] | 1,8                     |

Es weist im Vergleich zu anderen Kältemittelgemischen einen nahezu vernachlässigbar geringen Temperaturgleit, also den Temperaturbereich, in dem der Phasenübergang (flüssig « gasförmig) stattfindet, auf. Das Kältemittel hat bei 0 °C einen Dampfdruck von 8 bar und 26 bar bei 42 °C. Somit weist das Kältemittel aufgrund des vergleichsweise hohen Dampfdruckes eine sehr hohe volumetrische Kälteleistung auf. Dadurch kann mit kleinen Verdichtern eine hohe Kälteleistung erzielt werden, wodurch die Klimageräte kleiner werden können. Das Kältemittel kann allerdings nicht im Tiefkühlbereich eingesetzt werden, da die Verdichtungsendtemperatur zu hoch ist. Das Kältemittel R-407C wurde in Neuanlagen von R-410A verdrängt, da es durch den höheren volumetrischen Kältegewinn effektiver ist. Allerdings müssen die Anlagenkomponenten für höhere Drücke ausgelegt werden. Ein Kubikmeter R-410A kann bei der Verdampfung mehr Wärme aufnehmen als beispielsweise R-134a (1,1,1,2-Tetrafluorethan).
Es weist zwar kein Ozonabbaupotenzial auf, ist aber ein Treibhausgas mit einem relativ hohen GWP-Wert von 2088 (Global warming potential, Treibhauspotenzial) und trägt somit bei Freisetzung zur globalen Erwärmung bei.
Mono-Split-Klimageräte mit einer Füllmenge von weniger als 3 kg Kältemittel dürfen ab 2025 nicht mehr mit Kältemitteln befüllt werden, die ein Global-Warming-Potential von über 750 aufweisen. Daher darf auch R-410A in entsprechenden Geräten ab 2025 nicht mehr neu in Verkehr gebracht werden. Bereits importierte oder in Betrieb befindliche Geräte sind zunächst nicht betroffen. Die Verordnung (EU) Nr. 2024/573 über fluorierte Treibhausgase der EU verbietet den Import neuer vorgefüllter Wärmepumpen mit z. B. R410A und unter 3 kg Kältemittelmenge
Die alte Verordnung (EU) Nr. 517/2014 über fluorierte Treibhausgase, nannte einen GWP-Wert von 2.500 und ermöglichte lange Zeit den Einsatz von R-410A. Durch das Phase-down der Verordnung und die daraus folgende schrittweise Mengenbeschränkung der Kältemittel mit hohen GWP-Werten, kommt es zu einer zunehmenden Mittelverknappung und einem daraus resultierenden Preisanstieg. Aus diesem Grund werden Anlagen mit R-410A, das zur Hälfte aus R-32 besteht, durch reine R-32-Anlagen (GWP-Wert: 675) ersetzt. Seit 2013 sind hierfür kommerzielle Split-Klimageräte auf dem europäischen Markt verfügbar.
Gegenüber R-410A hat R32 ein etwa um 2/3 niedrigeres Treibhauspotential, eine etwa 20 % höhere volumetrische Kälteleistung, sowie eine etwa 4,4 % höhere theoretische Leistungszahl (COP). Aus der höheren volumetrischen Kälteleistung gegenüber R-410A ergibt sich die Möglichkeit, geringere Querschnitte für die Kältemittelleitungen zu verwenden. Bei Verwendung der bei R-410A üblichen Querschnitte für R32 ergibt sich ein leicht höherer COP wegen geringerer Druckverluste der Leitung und des damit einher gehenden geringer ausfallenden Kompressorstromverbrauchs.
Ob sich das Einstoff-Kältemittel R-32 gegenüber Alternativen mit niedrigerem Treibhauspotenzial wie Fluorkohlenwasserstoffen auf Basis von Molekülen mit C-Doppelbindungen (Hydrofluorolefine) durchsetzen wird, ist jedoch nicht geklärt und Bestandteil aktueller Forschung und Entwicklung, siehe zum Beispiel die öffentlich verfügbaren Forschungsberichte des Air-conditioning, Heating and Refrigeration Institute (AHRI), deren zugrundeliegende Projekte im Rahmen des Forschungsprogramms Low-GWP AREP (Alternative Refrigerants Evaluation Program) stattfanden.